# Šošana Damari
Šošana Damari (hebrejsky שושנה דמארי‎, arabsky شوشانه (شمعه) ذمار‎; 31. března 1923 – 14. února 2006) byla jemensko-izraelská zpěvačka, známá jako „královna hebrejské hudby.“ V roce 2005 byla v internetové soutěži 200 největších Izraelců zvolena 78. největším Izraelcem všech dob.

## Biografie

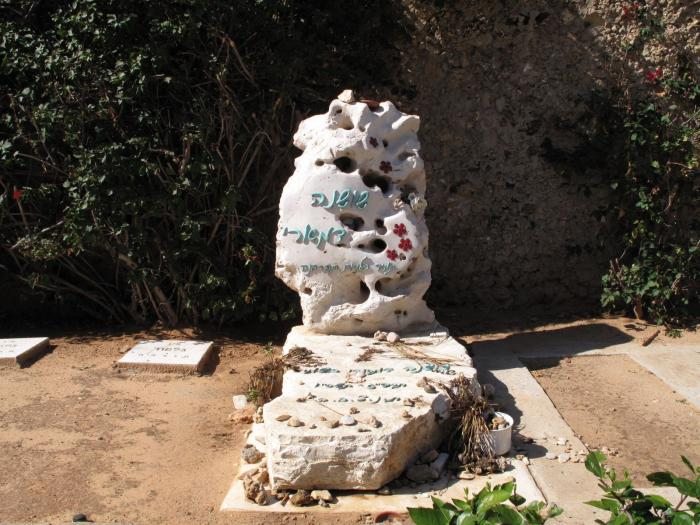
Hrob Šošany Damari na Trumpeldorově hřbitově v Tel Avivu

Narodila se v jemenském městě Dhamar a v roce 1924, v důsledku rostoucí protižidovské perzekuce, podnikla společně s rodinou aliju do britské mandátní Palestiny, kde se usadila ve městě Rišon le-Cijon. Jako malá hrála na bicí a zpívala doprovod pro svou matku, která vystupovala na rodinných oslavách a setkání jemenských Židů v mandátní Palestině. Ve čtrnácti letech byly její písně poprvé vysílány rozhlasem. Studovala zpěv a herectví v telavivském studiu Šulamit, kde se seznámila se studiovým manažerem Šlomem Bosmim, který se posléze stal jejím osobním manažerem. Za Bosmiho se nakonec v roce 1939, ve věku šestnácti let, provdala.

### Hudební kariéra
V roce 1945 se stala členkou divadelní revue Li-La-Lo, založené impresáriem Mošem Valinem. Divadelní soubor se specializoval na lehkou zábavu a satiru, coby protiváhu vážnému divadlu. Prvním dílem uvedeným na scéně tohoto souboru byla hra Lazebník telavivský, ve kterém zazněla píseň Lajla ba-Gilboa (Noc v horách Gilboa), která odstartovala pozdější kariéru této zpěvačky. Druhou premiérou divadla byla hra Ra'ajon be-Li-La-Lo, ve které rovněž účinkovala.
Damari se stala známou pro svůj zastřený hlas a jemenskou výslovnost. Její první deska byla vydána roku 1948 a do tohoto období se datuje i její nejznámější píseň Kalanijot (Sasanky). Byla populární zejména mezi izraelskými vojáky, pro které často vystupovala.
V roce 1988 jí byla udělena Izraelská cena za hebrejskou hudbu a v roce 1995 ji Izraelská asociace skladatelů a vydavatelů (Israeli Composers and Publishers Association, ACUM) udělila cenu za celoživotní přínos.
V roce 2005 nahrála, ve věku 82 let, dvě písně z alba Mi-ma'amakim projektu Idana Raichela a zúčastnila se několika živých vystoupení tohoto projektu.
Zemřela v Tel Avivu na zápal plic. Je pohřbena na Trumpeldorově hřbitově v Tel Avivu.

## Filmografie
- Hill 24 Doesn't Answer
- Be'Ein Moledet